# 亜庭湾

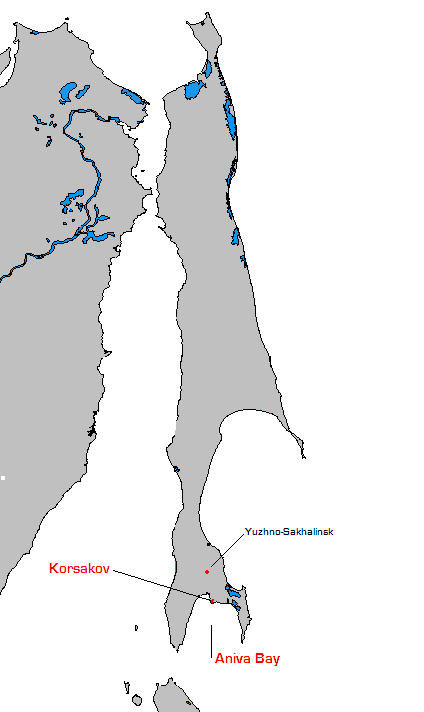
樺太南端にある亜庭湾

亜庭湾（あにわわん）、アニワ湾（ロシア語: Зали́в Ани́ва）は、樺太南端に位置し、宗谷海峡に面している湾。南に開けた湾であり、西の西能登呂岬から東の中知床岬を結ぶ線より北側の海域を指す。湾岸で大きな町には大泊（コルサコフ）がある。北緯46度と亜寒帯にあるため、冬季は海氷に覆われる。
亜庭湾のうち、日本統治時代のコルサコフ周辺は、日露戦争で活躍した笠置型防護巡洋艦・千歳にちなみ「千歳湾」と呼ばれていたが、現在はロソセイ湾と呼ばれている。

## 概説
近年、サハリン2の開発事業（サハリンプロジェクト）において亜庭湾への浚渫土砂投棄が問題視されている。これには日本の漁業関係者のみならず、コルサコフの行政もこの行為に反対している。